# Marilyn White
Pour les articles homonymes, voir White.
Marilyn Elaine White, née le 17 octobre 1944 à Los Angeles, est une athlète américaine spécialiste du 100 mètres. Licenciée au Los Angeles Mercurettes, elle mesure 1,61 m pour 52 kg.

## Carrière

### Palmarès
| Date | Compétition           | Lieu      | Résultat | Épreuve    | Performance |
| ---- | --------------------- | --------- | -------- | ---------- | ----------- |
| 1963 | Jeux panaméricains    | São Paulo | 3e       | 100 mètres | 11 s 85     |
| 1963 | Jeux panaméricains    | São Paulo | 1re      | 4 × 100 m  | 45 s 72     |
| 1964 | Jeux olympiques d'été | Tokyo     | 4e       | 100 mètres | 11 s 67     |
| 1964 | Jeux olympiques d'été | Tokyo     | 2e       | 4 × 100 m  | 43 s 9      |

### Records
| Épreuve    | Performance | Lieu | Date |
| ---------- | ----------- | ---- | ---- |
| 100 mètres | 11 s 51     |      | 1964 |
| 220 yards  | 24 s 3      |      | 1965 |